# Alberto Giuriato
Alberto Giuriato (Pordenone, Friül - Venècia Júlia, 27 de setembre de 1990) és un ciclista italià actualment a l'equip amateur del Cycling Team Friuli.

## Palmarès
- 2017
  - 1r al Törökbálint GP - Memorial Imre Riczu